# Рібейра-Брава
Рібе́йра-Бра́ва (порт. Ribeira Brava; МФА: [ʁi.ˈbɐj.ɾɐ ˈbɾa.vɐ]) — муніципалітет і містечко в Португалії, в автономному регіоні Мадейра. Розташований на острові Мадейра в Атлантичному океані, на теренах історичної португальської провінції Мадейра. Належить до Фуншальської діоцезії Католицької церкви в Португалії. Права міського самоврядування має з 1914 року. Поділяється на 4 парафії.  Площа муніципалітету — 65,40 км², населення муніципалітету — 13375 ос. (2011); густота населення — 204,51 осіб/км²
. Патрон — святий Бенедикт. Святковий день муніципалітету — 29 червня. Поштовий індекс — 9350.  Код місцевої адміністративної одиниці — 3008. Складова статистичного регіону Мадейра.

## Географія
Рібейра-Брава розташована на півдні острова Мадейра в Атлантичному океані.
Рібейра-Брава на півдні омивається Атлантичним океаном, на заході межує з муніципалітетом Понта-ду-Сол, на півночі — з муніципалітетом Сан-Вісенте та на сході — Камара-де-Лобуш. Відстань до столиці острова міста Фуншала становить 15 км.
За колишнім адміністративним поділом (до набуття Мадейрою статуту автономії у 1976 році) селище входило до складу Фуншальського адміністративного округу.

## Історія
Рібейра-Брава є одним з найдавніших населених пунктів острова. Його виникнення припадає на другу чверть 15 століття, як перехрестя доріг у різних напрямках острова. По-суті селище виникло в гирлі невеликої річки, що умовно поділяє острів на дві частини. Важливість зв'язку внутрішньої частини острова з його узбережжям, а також родючі ґрунти спричинили швидкий розвиток селища. Основною діяльністю тих часів було вирощування цукрової тростини. Лише у 1904-08 роках було побудовано невелику гавань. з цією метою частину західної скелі було зруйновано.
Створення муніципалітету — 6 травня 1914 року шляхом відчленування кількох муніципальних громад від двох сусідніх муніципалітетів: Понта-ду-Сол і Камара-де-Лобуш. Статус селища — з 1928 року.

## Населення
| Кількість мешканців | Кількість мешканців | Кількість мешканців | Кількість мешканців | Кількість мешканців | Кількість мешканців | Кількість мешканців | Кількість мешканців | Кількість мешканців | Кількість мешканців | Кількість мешканців | Кількість мешканців | Кількість мешканців | Кількість мешканців | Кількість мешканців | Кількість мешканців |
| ------------------- | ------------------- | ------------------- | ------------------- | ------------------- | ------------------- | ------------------- | ------------------- | ------------------- | ------------------- | ------------------- | ------------------- | ------------------- | ------------------- | ------------------- | ------------------- |
| 1864                | 1878                | 1890                | 1900                | 1911                | 1920                | 1930                | 1940                | 1950                | 1960                | 1970                | 1981                | 1991                | 2001                | 2011                |                     |
| 9 154               | 10 414              | 10 519              | 11 917              | 10 603              | 14 132              | 16 394              | 19 382              | 20 762              | 19 793              | 15 960              | 13 480              | 13 170              | 12 494              | 13 375              |                     |

## Парафії
1. Кампанаріу (порт. Campanário)
2. Рібейра-Брава (порт. Ribeira Brava)
3. Серра-де-Агуа (порт. Serra de Água)
4. Табуа (порт. Tabua)

## Економіка
В економіці муніципалітету домінує сільське господарство і туризм. Значна частина його території є гористою, де зосереджене тваринництво.
Основним видом транспорту є автобуси і таксі.

## Туризм
Серед туристів популярною є головна церква «матріж» (порт. Igreja Matriz da Ribeira Brava), яку було побудовано в 16 столітті, а також Етнографічний музей Мадейри і фортеця.
Будівля Етнографічного музею Мадейри колись належала капітанові Луїшу Гонсалвішу да Сілві. Пізніше її було перероблено у цех з перероблення цукрової тростини. 1983 року Регіональним урядом Мадейри було ухвалено рішення про створення музею. Сьогодні тут проводяться різні виставки, як тимчасові так і постійні, присвячені культурі острова.

## Галерея

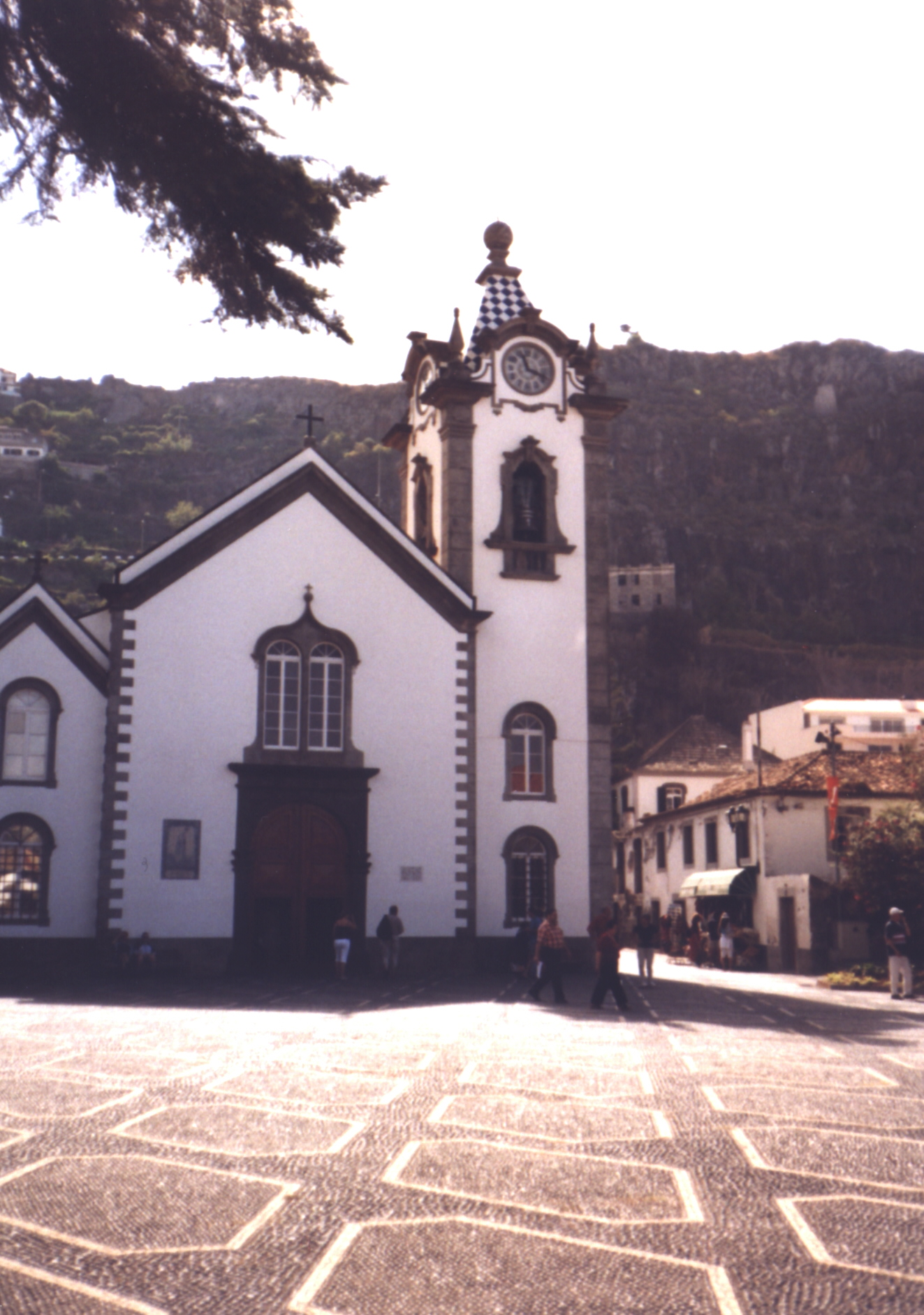
Головна церква «матріж» або «Сан-Бенту»
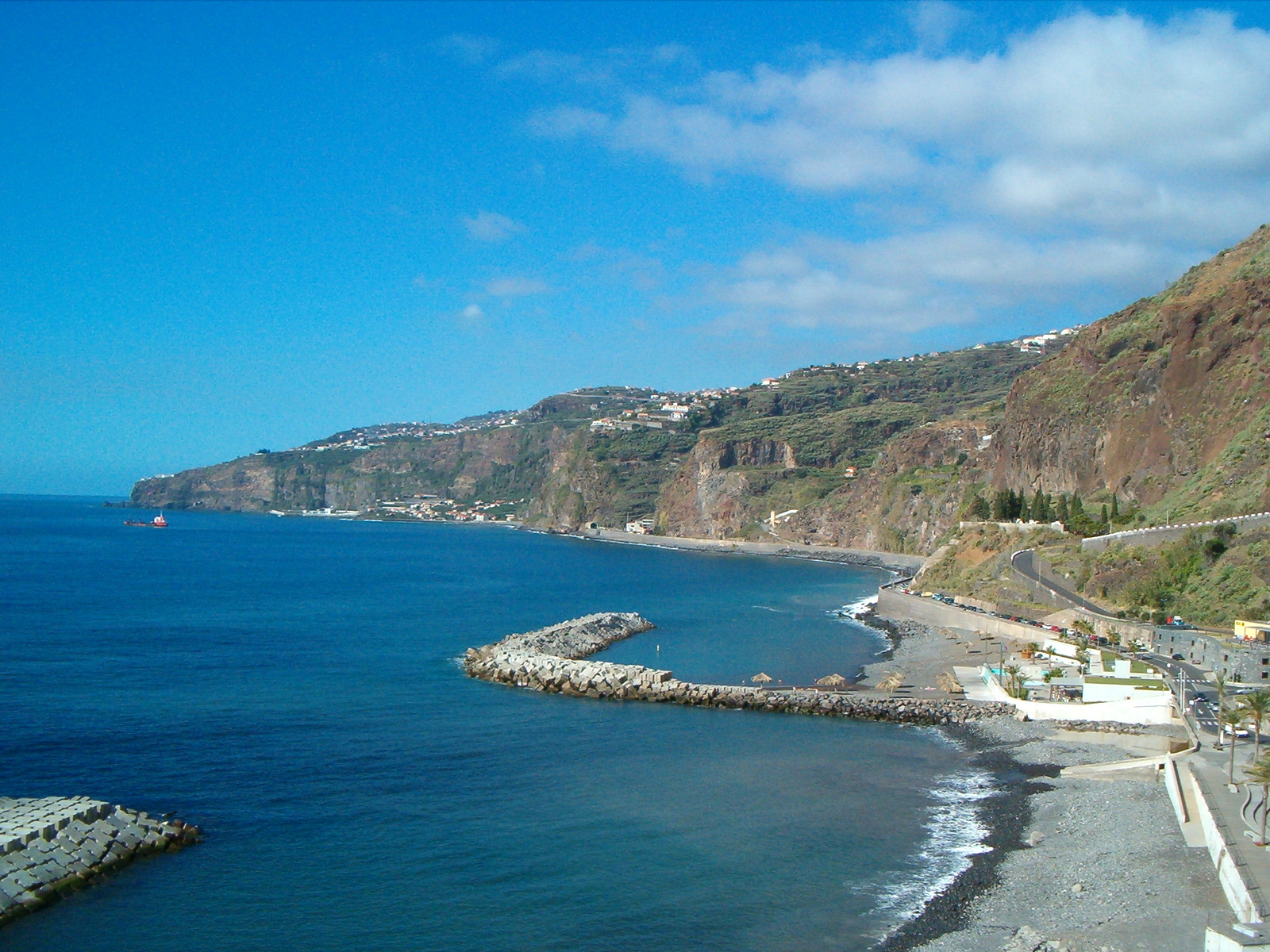
Західна частина гавані
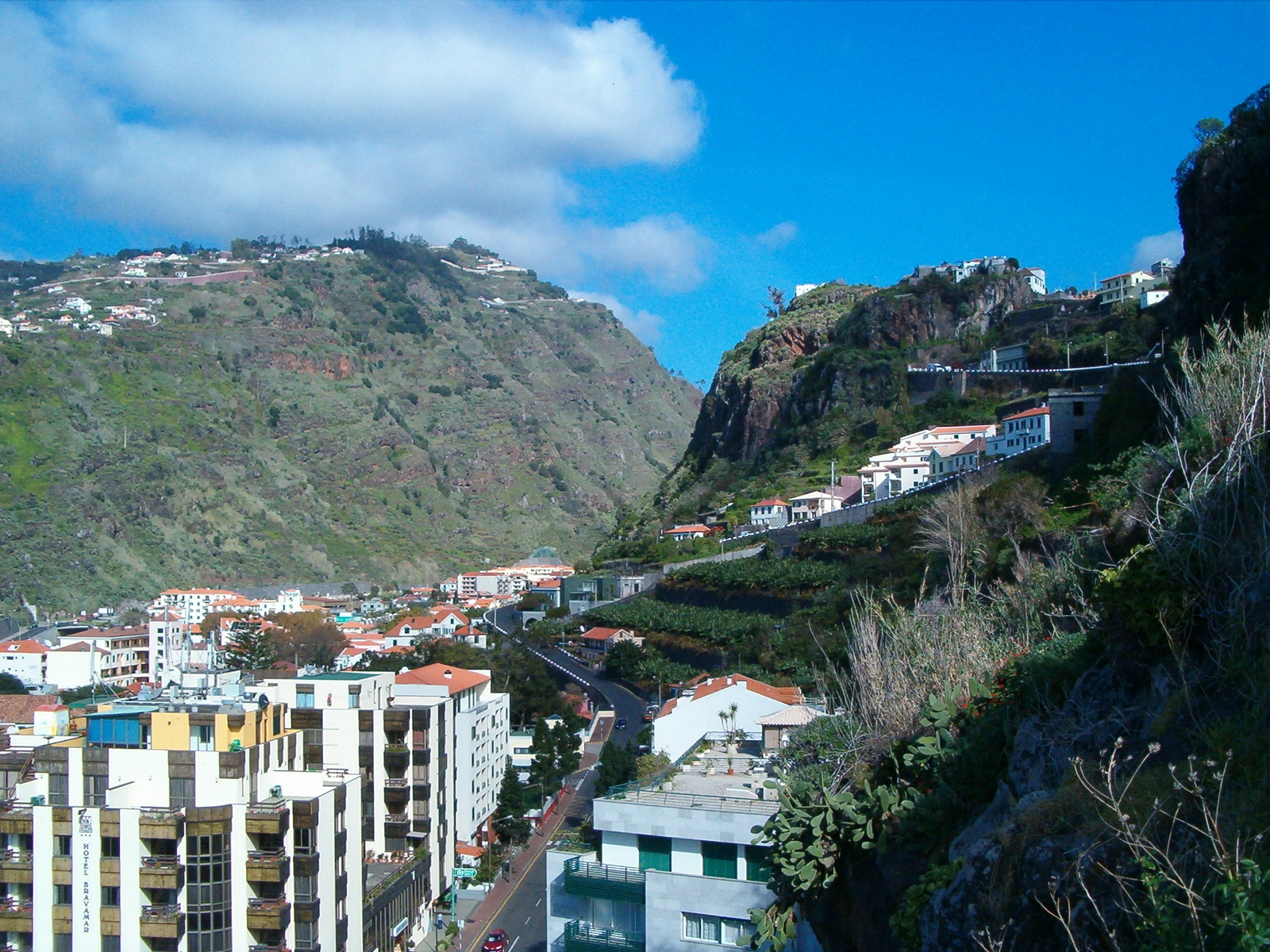
Вигляд селища
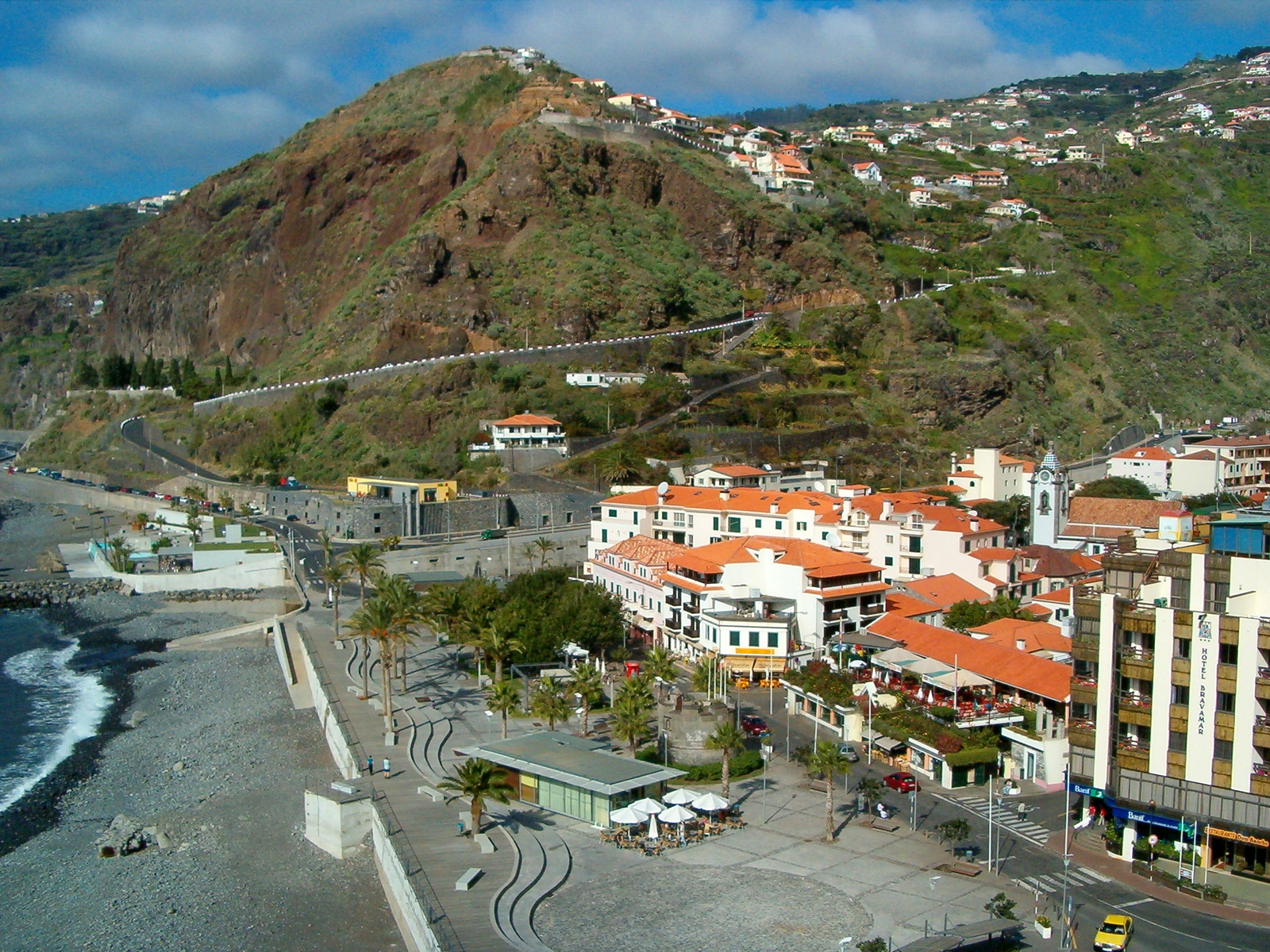
Панорама селища на фоні західної гори
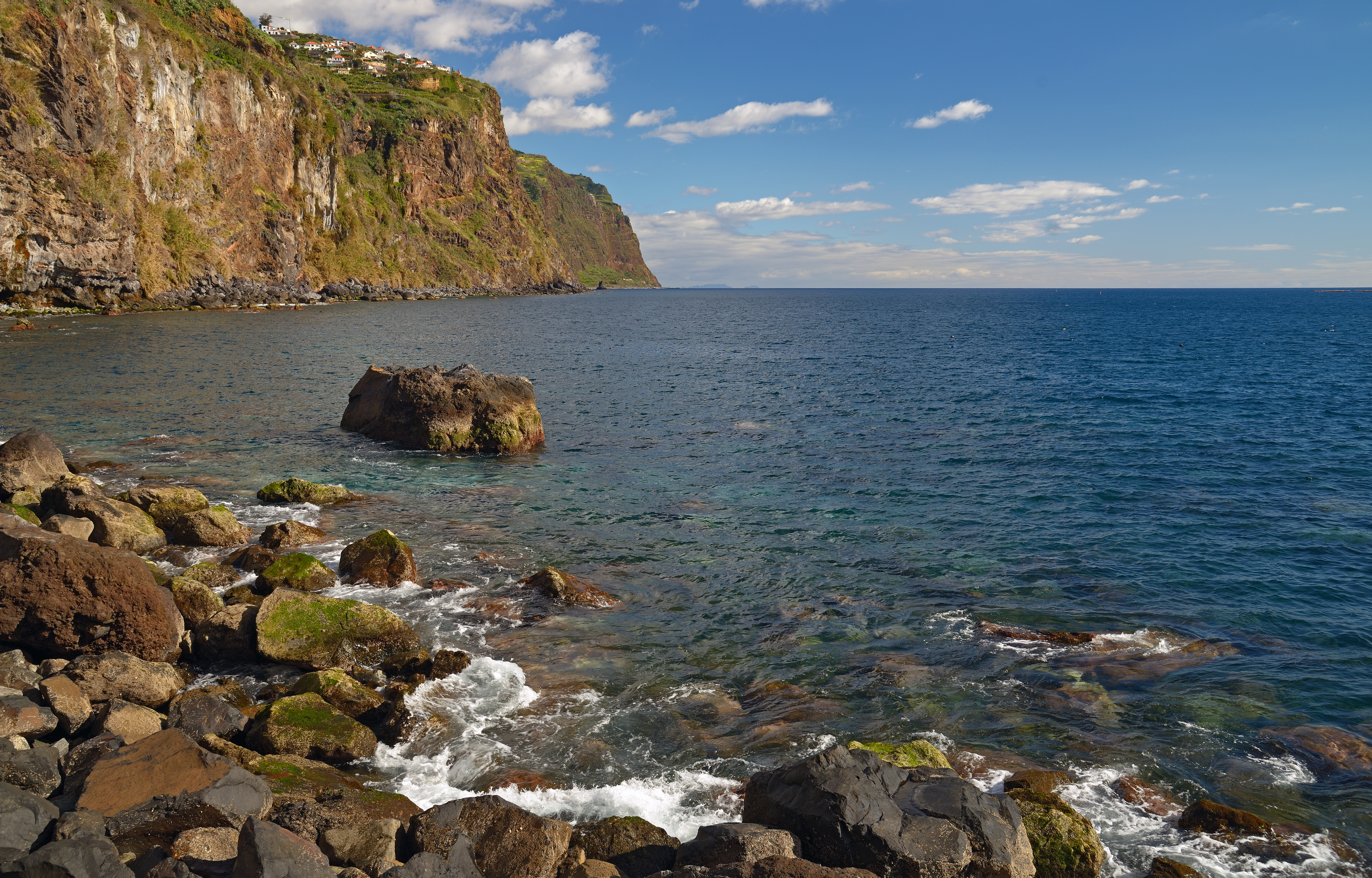
Узбережжя
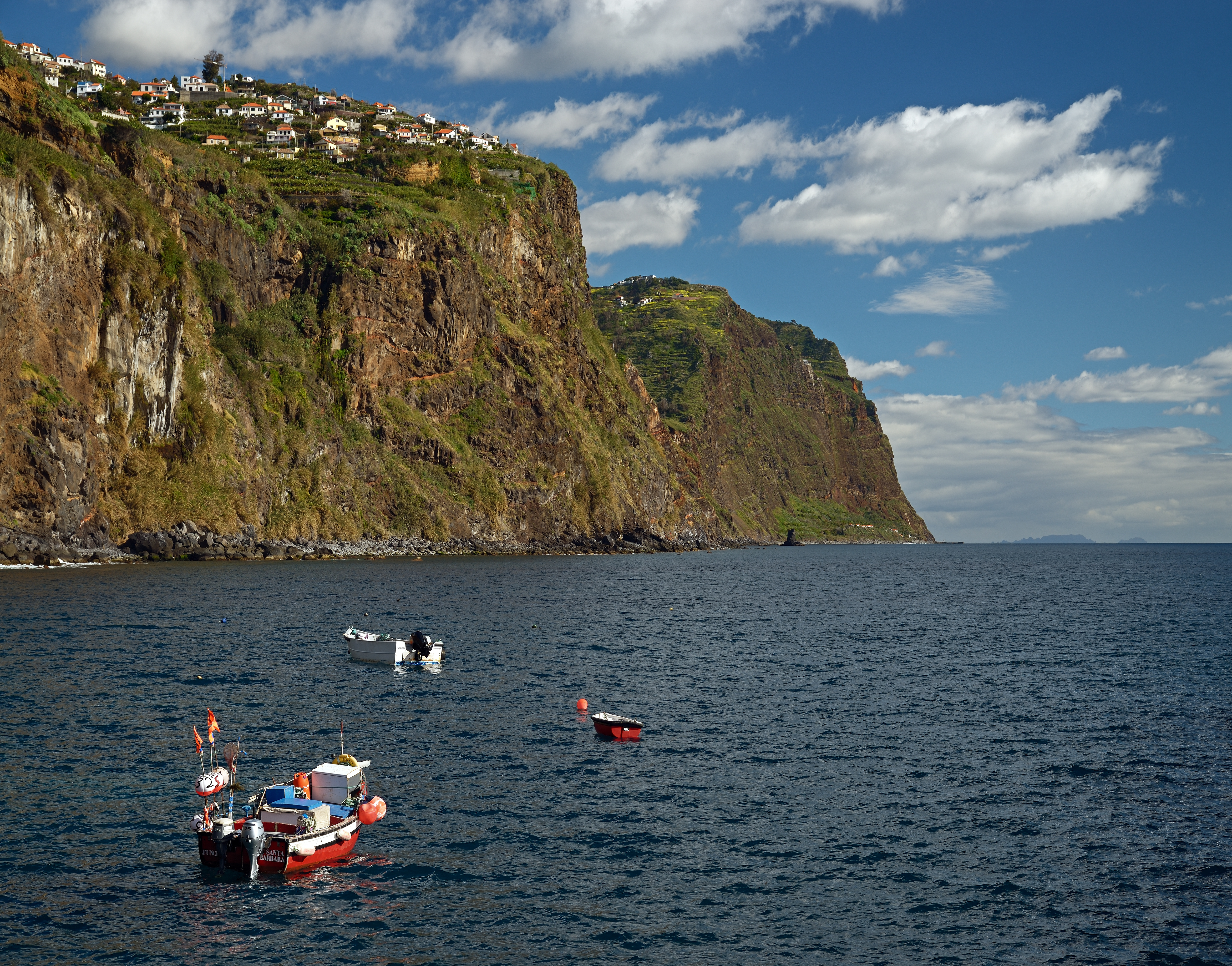
Човни біля узбережжя
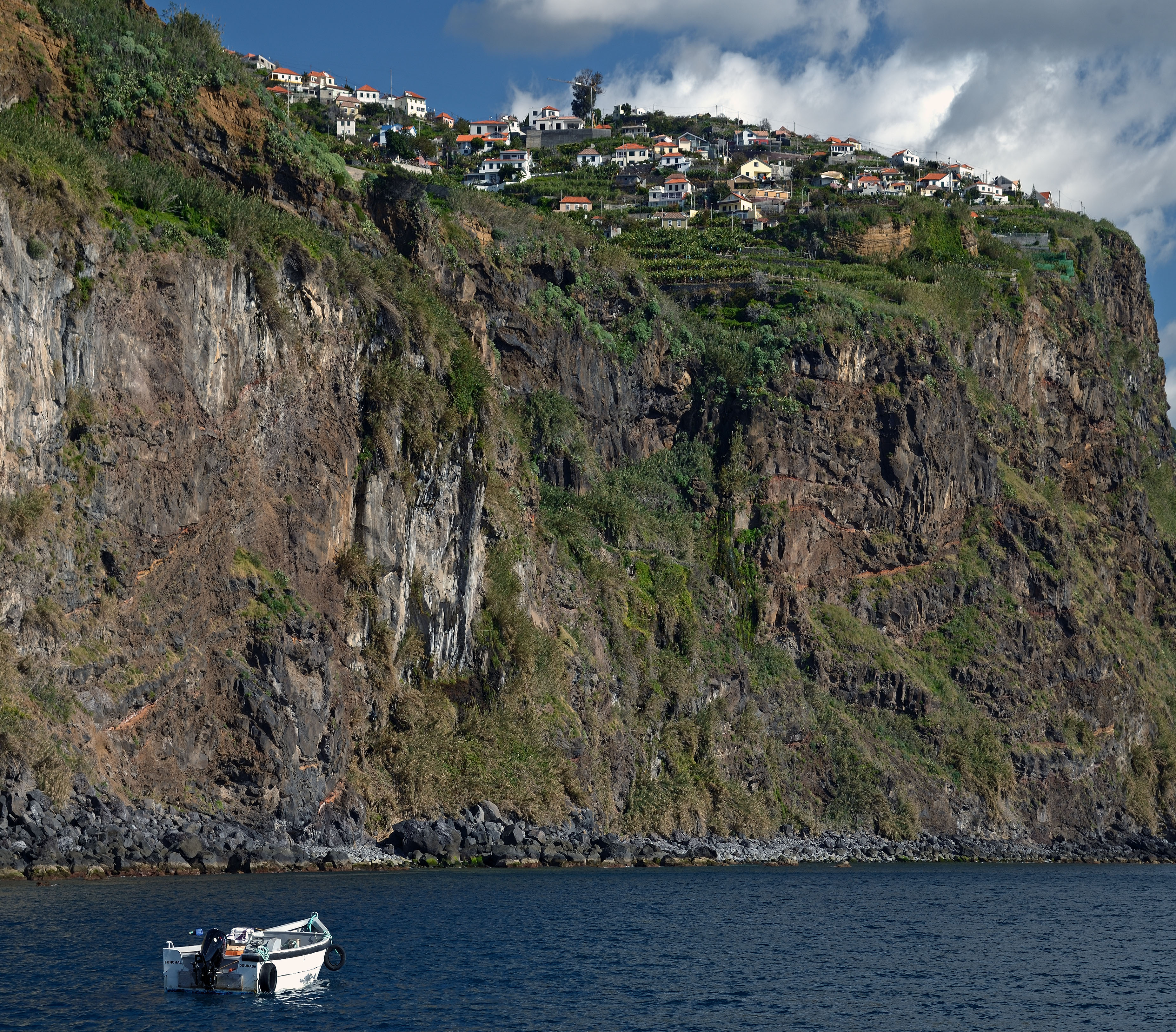
Життя над океаном
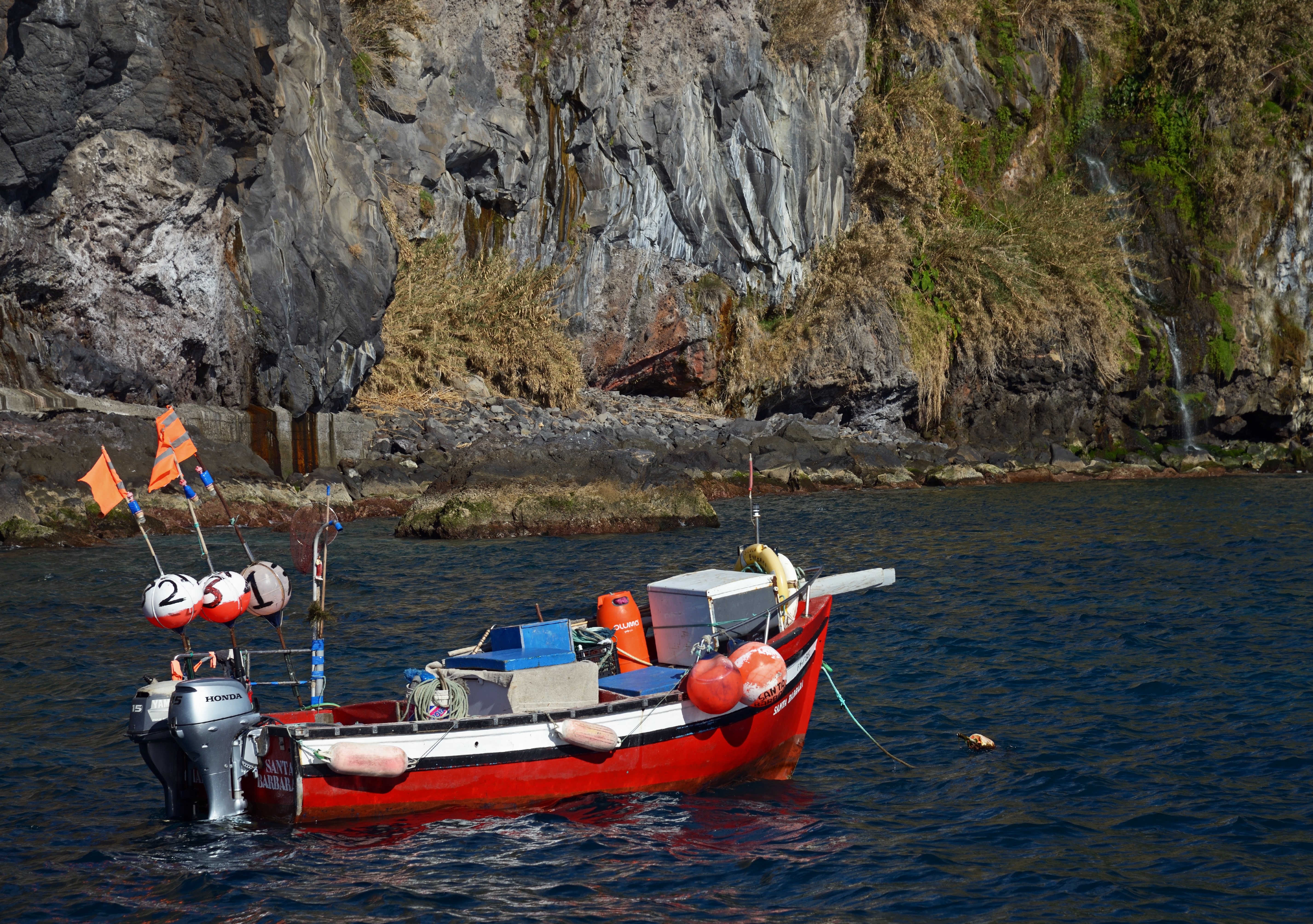
Рибацький човен